# Emily Kuroda
Emily Kuroda (30 de octubre de 1952) es una actriz estadounidense. Es más conocida por su papel como la Sra. Kim en la serie de televisión Gilmore Girls, pero también ha tenido una larga carrera en el escenario y la pantalla y es una veterana del grupo de teatro East West Players de Los Ángeles. 

## Biografía
Comenzó a actuar y dirigir en la escuela secundaria y se especializó en teatro en la Universidad Estatal de California, Fresno, antes de iniciar su carrera en el escenario y la pantalla.
Kuroda ha actuado en numerosas obras entre ellos Luis Alfaro de la recta como una línea de Dramaturgos' Arena, dirigida por Jon Lorenzo Rivera, Chay Tejo Roja en Oriente y Occidente Reproductores Invierno Personas en el Tribunal de Boston. Incluir otros teatros de Nueva York Public Theater, de La Jolla Playhouse, Seattle Rep, Singapur Repertorio Teatro, Teatro de Repertorio de Berkeley, LA Mujer Shakespeare Company, Los Angeles Festival Shakespeare, y la piedra imán Teatro Ensemble. 
Kuroda completó siete años a la Sra. Kim en la Warner Brothers "Gilmore Girls. Ella acaba de terminar 13 episodios de Bajo un Mismo Techo con Flavor Flav. Otros créditos incluyen televisión Anatomía de Grey, en caso de emergencia, Six Feet Under, King Of Queens, Curb Your entusiasmo, la práctica, el Hospital General de Port Charles, "LA Law", ER, The Young and the Restless, The Bold and the Hermoso, La División, La Agencia, Presidio Med, Arliss, y este especial de televisión, Sobre el amor (nominado al Premio Emmy). Largometrajes incluyen Minority Report, extraño interior, 2 Días en el valle, papá, las palabras rotas, Vale la pena ganar y Shopgirl. Ella también ha aparecido en Asia películas independientes, entre ellos El Sensei, amarillo y Stand Up de Justicia. 
Emily está casada con el actor y director Alberto Isaac. Ella tiene dos hermanos, Pablo Kuroda (un galardonado fotógrafo en Oakland, California) y su hermano Douglas Kuroda, un electricista en Fresno, California.